# Campofiorito
Campofiorito é uma comuna italiana da região da Sicília, província de Palermo, com cerca de 1.401 habitantes. Estende-se por uma área de 21 km², tendo uma densidade populacional de 67 hab/km². Faz fronteira com Bisacquino, Contessa Entellina, Corleone.

## Demografia
| Variação demográfica do município entre 1861 e 2011                               |
|                                                                                   |
| Fonte: Istituto Nazionale di Statistica (ISTAT) - Elaboração gráfica da Wikipedia |